# العنابسة (الدشرة)
العنابسة هو دُوَّار يقع بجماعة لالة ميمونة، إقليم القنيطرة، جهة الرباط سلا القنيطرة في المملكة المغربية. ينتمي الدوّار لمشيخة الدشرة التي تضم 16 دوار. يقدر عدد سكانه بـ 2973 نسمة حسب الإحصاء الرسمي للسكان والسكنى لسنة 2004.

## روابط خارجية
- البوابة الوطنية للجماعات الترابية
- المندوبية السامية للتخطيط